# Wilhelm Heinrich Riehl

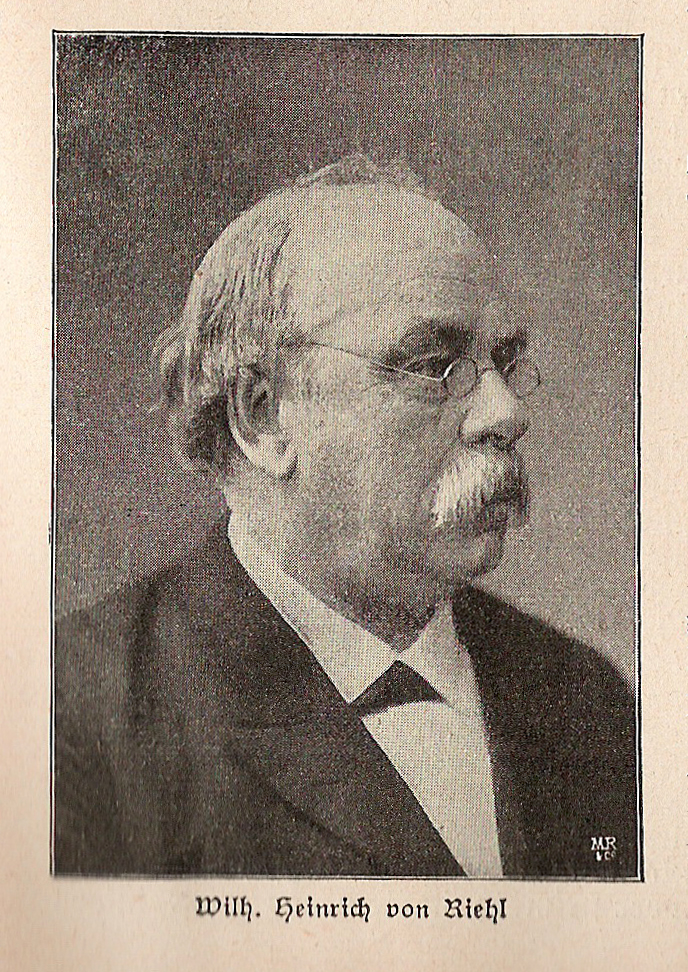
Wilhelm Heinrich Riehl

Wilhelm Heinrich Riehl, ab 1883 von Riehl (* 6. Mai 1823 in Biebrich bei Wiesbaden; † 16. November 1897 in München) war ein deutscher Journalist, Novellist und Kulturhistoriker. In seinen Werken betonte er früh soziale Strukturen und gewann so Einfluss auf die Entwicklung der Volkskunde im 19. Jahrhundert, als deren wissenschaftlicher Begründer er gilt.

## Leben

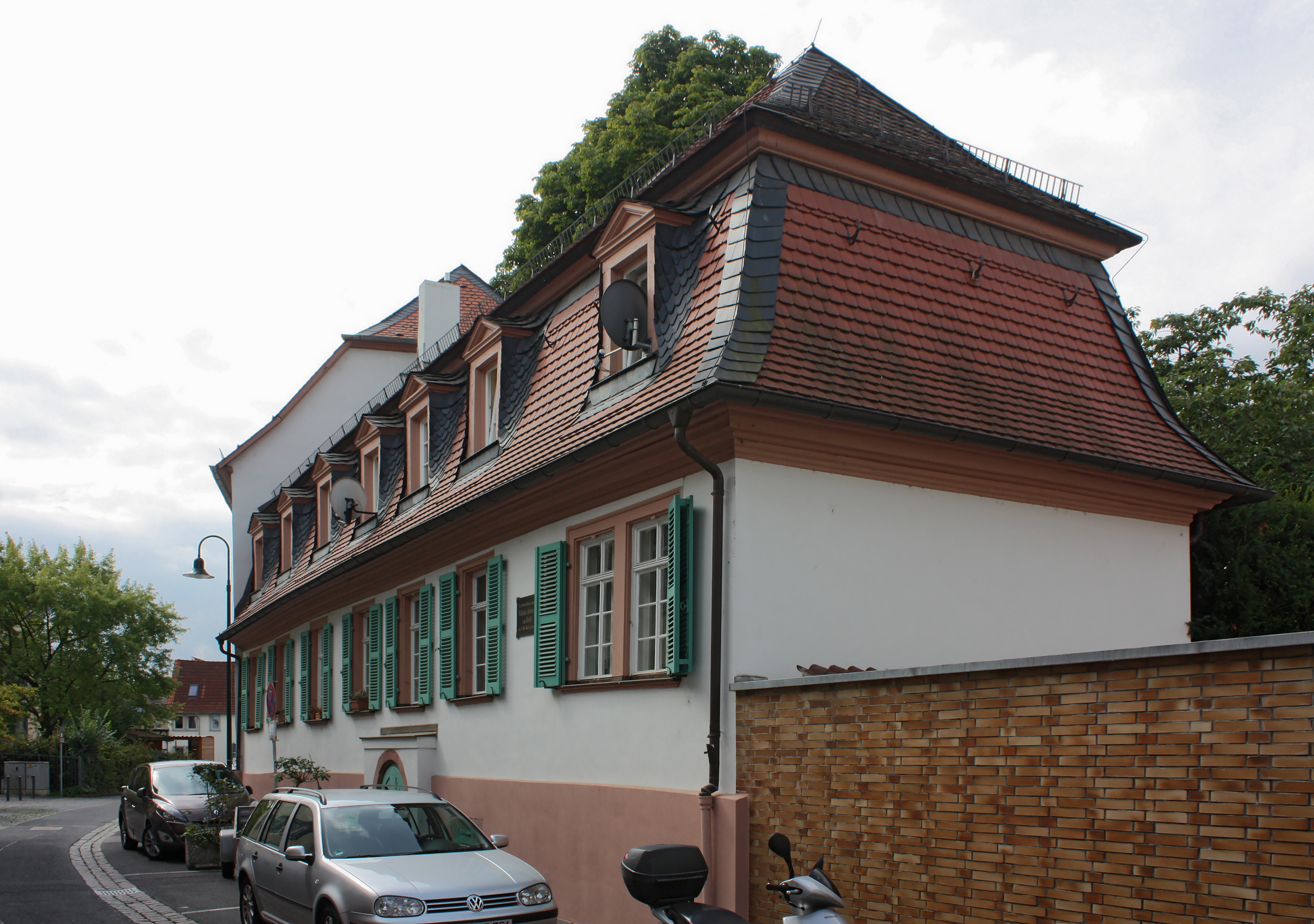
Geburtshaus von Wilhelm Heinrich Riehl am Schlosspark in Wiesbaden-Biebrich

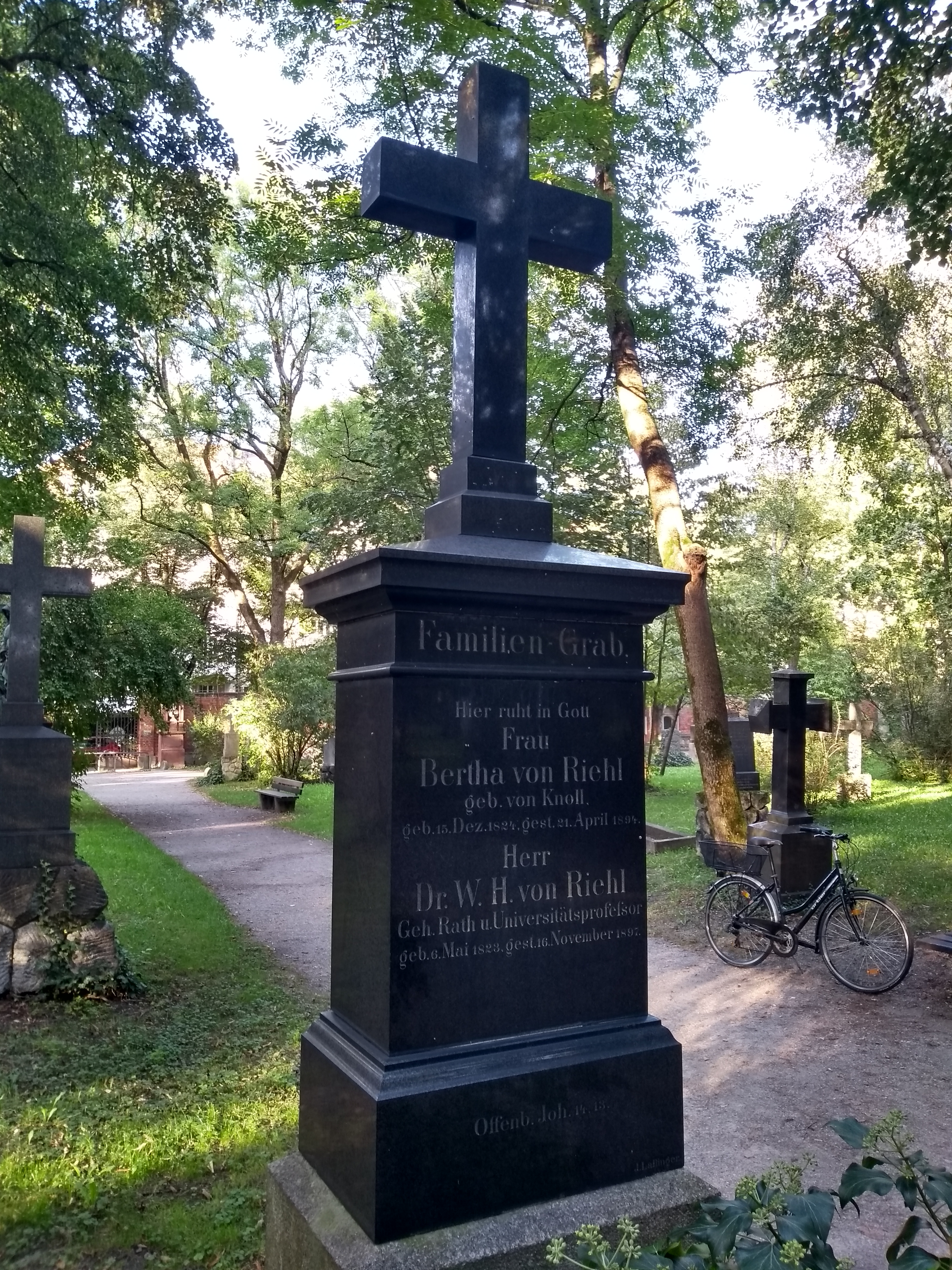
Das Grab von Wilhelm Heinrich Riehl und seiner Ehefrau Bertha geborene von Knoll auf dem Alten Nordfriedhof in München

Wilhelm Heinrich Riehl wurde als Sohn des herzoglich-nassauischen Schlossverwalters Friedrich August Riehl (1789–1839) und seiner Gattin Elisabeth Riehl (1793–1856) in Biebrich geboren. Sein Vater wählte 1839 den Freitod. Zunächst besuchte er die Lateinschule in Wiesbaden, anschließend das Gymnasium in Weilburg, wo er 1841 die Reifeprüfung ablegte.
Von 1841 bis 1843 studierte er Theologie in Marburg, Tübingen und Gießen. Motive zu diesem Studium waren der Suizid seines Vaters und die schlechte Finanzlage. Nach bestandenem Examen wandte er sich der Philosophie, Geschichte und Kunstgeschichte zu, die er u. a. in Bonn studierte. Dort gehörte Ernst Moritz Arndt zu seinen akademischen Lehrern. Unter dem Einfluss Arndts beschloss Riehl, der nach dem Bestehen des theologischen Kandidatenexamens eigentlich Dorfpfarrer werden wollte, sich als freier Schriftsteller mit der Kulturgeschichte und sozialer Politik zu befassen.
Seit 1841 bereits war er schriftstellerisch und journalistisch tätig. Auch Themen wie Volkswirtschaft, Kirchenpolitik und Forst- und Agrarwirtschaft sollten folgen. Riehl schrieb Zeitungsaufsätze in Frankfurt am Main, Karlsruhe und Wiesbaden und gab in den Jahren 1848 bis 1851 die Nassauische Allgemeine Zeitung heraus, während er zugleich mit der musikalischen Leitung des Hoftheaters in Wiesbaden betraut war. Bei der Allgemeinen Zeitung handelte es sich um eine zum 1. April 1848 von der nassauischen Regierung zur Vertretung ihrer Positionen ins Leben gerufene Tageszeitung. Riehl scheint schon Ende April 1850 aus der aktiven Mitarbeit ausgeschieden zu sein. Sein Nachfolger wurde Alois Boczek, der das Blatt auf einen Kurs des politischen Katholizismus brachte. Der daraus folgende Streit mit der nassauischen Regierung führte zum 22. August 1854 zur Einstellung der Nassauischen Allgemeinen Zeitung.
Von 1851 bis 1854 arbeitete Riehl in Augsburg als Redakteur der dort ansässigen Allgemeinen Zeitung. Artikel von ihm erschienen seit dieser Zeit auch regelmäßig in der angesehenen Deutschen Vierteljahrsschrift der Cotta’schen Verlagsbuchhandlung.

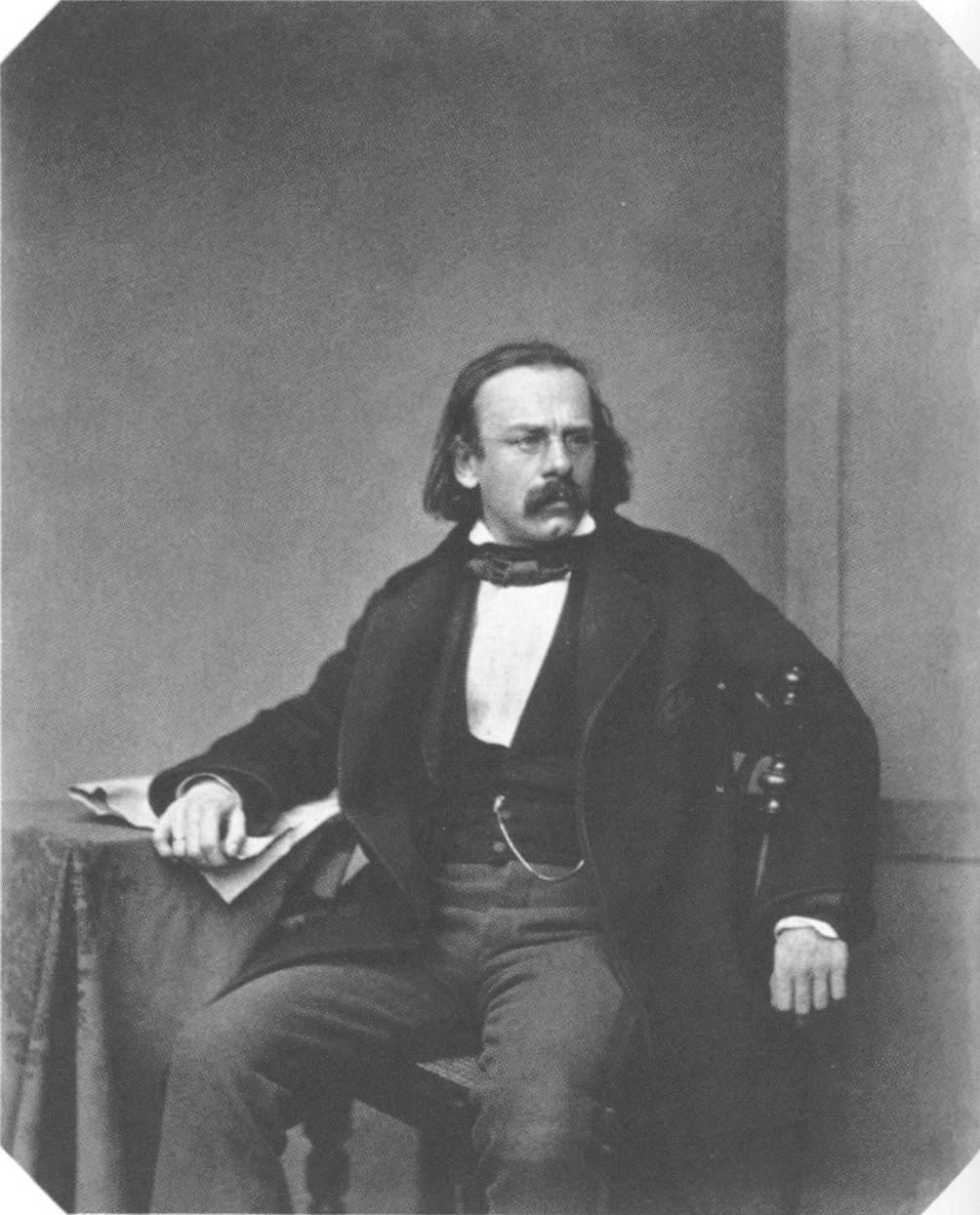
Wilhelm Heinrich Riehl, ca. 1860

1854 holte ihn Maximilian II. an den Münchener Hof, wo er „Oberredakteur für Preßangelegenheiten des kgl. Hauses und des Äußeren“ wurde und eine Honorarprofessur an der staatswirtschaftlichen Fakultät erhielt, die 1859 zu einer ordentlichen Professur für Kulturgeschichte und Statistik umgewandelt wurde. Seine Vorlesungen gehörten zu den bestbesuchten der Universität. 1861 wurde er Mitglied der Bayerischen Akademie der Wissenschaften.
1883 wurde Riehl in den Adelsstand erhoben. 1885 wurde er zum Direktor des Bayerischen Nationalmuseums und zum Generalkonservator der Kunstdenkmäler und Altertümer Bayerns ernannt.

## Familie
Riehl heiratete im Jahr 1846 in Eppstein (Taunus) die Stuttgarterin Bertha von Knoll (1824–1894), vor ihrer Hochzeit war sie erfolgreiche Sängerin am Frankfurter Stadttheater. Das Paar hatte fünf Söhne, von denen einer früh starb,
sowie vier Töchter, darunter:
- Heinrich Karl (1852–1910), Landwirt in Oberföhring
- Berthold (1858–1911), Professor für Kunstgeschichte an der Münchener Universität
- Helene Christine  (1848–1919), Landschaftsmalerin ⚭ Christian August Vogler (1841–1925), Dr. phil., Professor an der Landwirtschaftlichen Hochschule in Berlin
- Elisabeth Ida (1861–1937), Lehrerin für Sprache und Musik am Neumayerischen Mädcheninstitut in München
- Hedwig Antonie (1867–1947), Geigerin, Musiklehrerin in Erfurt.

Nach dem Tod seiner ersten Frau heiratete er 1896 in Stuttgart Antonie Eckardt († 1916). Riehl starb im Alter von 74 Jahren in München.

## Persönliche Anschauungen

Kulturgeschichtliche Novellen, Stuttgart, 1864, Dritte Auflage

Lebensräthsel, Stuttgart, 1888, Zweite Auflage

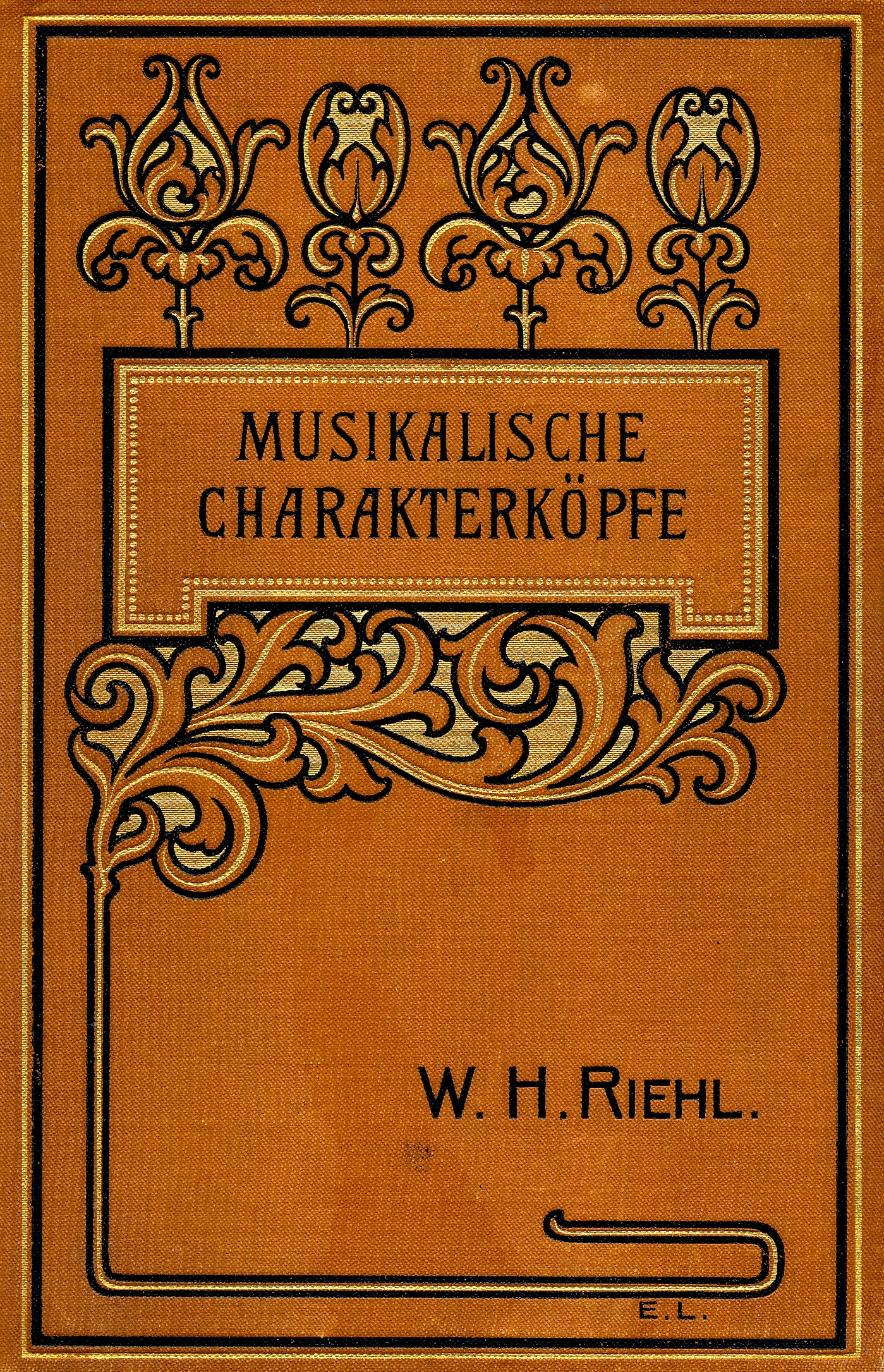
Musikalische Charakterköpfe, siebente Auflage, Stuttgart 1899 (Leineneinband mit Jugendstil-Motiven)

Riehls wissenschaftliches Interesse galt der „Gesittung“ des deutschen Volkes. Methodisch war er bahnbrechend: Der Forscher solle sein Feld erwandern. Er war einer der ersten, die sich mit gesellschafts- und kulturgeschichtlichen Themen wissenschaftlich befassten. So unternahm er u. a. den Versuch, eine „Volkskunde als Wissenschaft“ bzw. eine „Wissenschaft vom Volke“ zu etablieren.
Sein berühmtestes Werk ist Die Naturgeschichte des Volkes als Grundlage einer deutschen Social-Politik (4 Bände, 1851–1869), in dem geographische Faktoren, soziale Verhältnisse und deutsche Kultur- und Lebensweise hervorgehoben werden. Im ersten Band Land und Leute (1854) setzte Riehl den Nationalcharakter der europäischen Völker in eine unmittelbare Beziehung zu der sie umgebenden Umwelt: Charakteristische Landschaften der Engländer und Franzosen seien der gezähmte Park und das gerodete Feld, deren Gegenbild er in der Wildnis des deutschen Waldes sah. Im dritten Band Die Familie (1855) analysierte er die Familie als Basis aller sozialen Entwicklungen und als Keimzelle der Gesellschaft. Grundlegender Ansatz war sein dichotomisches Geschlechterbild: Aus der Differenz „zwischen Weib und Mann“ ergebe sich, wie ein Gesetz, „naturnotwendig“ die „ungleichartige Gliederung der bürgerlichen und politischen Gesellschaft“.
Riehl sah die Verstädterung in einer Zeit der Industrialisierung nicht nur kritisch, sondern behauptete sogar, sie zerstöre die Familien. Des Weiteren dürfe der städtische Raum „Wald, Weide und Wasser“ nicht verdrängen, womit er die Einflüsse auf den Zustand der Landschaft, die mit der Herausbildung einer naturfernen Zivilisationsgesellschaft einhergingen, angriff. Riehl sah im städtischen Raum auch den „Nährboden für den socialistischen Geist der Gleichmacherei“ als Folge der Vereinzelung verzweifelter Individuen, die wiederum auf die Zerstörung der Familien zurückzuführen sei. Hier werden sein Hang zu subjektiven Generalisierungen und sein Konservativismus ersichtlich.
Riehl wandte sich jedoch nicht gegen jegliche Entwicklungen aus den Städten. Er konstatierte, dass „Trägheit“ im sozialen Konservatismus der bäuerlichen Bevölkerung und „Bewegung“ in der progressiven Haltung der Stadtbewohner in gleicher Weise grundlegend für die Gesellschaft seien.

## Bedeutung
Riehl gilt auf Grund seines Untersuchungsgegenstandes als Vordenker oder Begründer u. a. der Volkskunde, der Kulturgeschichte und der Soziologie. Mancher subjektiven Verallgemeinerung zum Trotz sind seine Theorien für die Entwicklung der kulturellen und sozialen Geschichte Deutschlands bedeutend gewesen. Nach wie vor von Wert sind seine Schilderungen zahlreicher, auch abgelegener Milieus (z. B. Wandertheater, Spitzbuben). Allerdings hat seine Ablehnung von analytischen Verfahren und „Buchgelehrsamkeit“ (des 19. Jahrhunderts!) zugunsten erwanderter Erfahrungen und literarischen Ausdrucks weniger Schule gemacht; doch wenden in der deutschsprachigen Kultursoziologie der Gegenwart u. a. Girtler und Honer diese Methode an.
Riehl gilt auch als einer der Wegbereiter des Naturschutzes im Sinne eines Wildnis- und nicht (nur) Kulturlandschaftsschutzes. So fordert er 1857 neben dem „Recht des Ackers“ das „Recht der Wildnis“: „Jahrhunderte lang war es eine Sache des Fortschrittes, das Recht des Feldes einseitig zu vertreten; jetzt ist es dagegen auch eines Sache des Fortschrittes, das Recht der Wildniß zu vertreten neben dem Recht des Ackerlandes. Und wenn sich der Volkswirth noch so sehr sträubt und empört wider diese Tatsache, so muß der volksforschende Social-Politiker trotzdem beharren und kämpfen auch für das Recht der Wildniß.“ Die gelingende Entwicklung eines „Volksorganismus“ erfordere nicht nur die Ausbildung kultureller Eigenart (vgl. Herder), sondern auch die Erhaltung von Wildnis zum einen als Reservoir ursprünglicher, unentfremdeter Kraft, die vor den negativen Folgen der Industrialisierung, Verstädterung usw. schützt, zum anderen als Ort der Abwesenheit gesellschaftlicher Zwänge und damit persönlicher Freiheit, an dem sich der Mensch seiner naturgegebenen Individualität, natürlichen Sittlichkeit und individuellen Selbstverantwortung bewusst werden kann.
Riehl gilt allerdings auch als einer der wesentlichen Wegbereiter der Legende von der patriarchalisch-idyllischen Großfamilie als typische Lebensform der vorindustriellen Ära, die erst durch die beginnende Industrialisierung zerstört worden sei, die es aber nach heutiger Erkenntnis in dieser Form und Verbreitung nicht gegeben hat. In dem Werk Die Familie trat Riehl 1855 erstmals mit seinem familiensoziologischen Programm vor die Öffentlichkeit und begründete damit die Legende von der vorindustriellen Großfamilie im „Ganzen Haus“ (von Riehl geprägter Begriff), wobei er Wunschvorstellungen nach rückwärts in die Vergangenheit projizierte und diese anschließend zur Grundlage seiner 'Erkenntnisse' machte.

## Ehrungen
Riehl erhielt den Maximiliansorden (1871), wurde zum Geheimen Rat (1889) ernannt und war Träger des bayerischen Verdienstordens (1897). Riehl zu Ehren wurde im Jahre 1958 eine von der Handwerkskammer Düsseldorf als Stiftung gegründete Einrichtung des zweiten Bildungsweges, das Wilhelm-Heinrich-Riehl-Kolleg, nach ihm benannt.
Die Berliner Riehlstraße trägt seinen Namen. In Wiesbaden wurde die Biebricher Integrierte Gesamtschule Wilhelm-Heinrich-von-Riehl-Schule nach ihm benannt.

## Schriften
- Die Geschichte vom Eisele und Beisele. Roman, 1848
- Die Naturgeschichte des Volkes als Grundlage einer deutschen Social-Politik, 1851–1869 [davon zahlreiche Neuausgaben]
  - 1. Land und Leute, 1854
  - 2. Die bürgerliche Gesellschaft, 1851
  - 3. Die Familie, 1855
  - 4. Wanderbuch, 1869

- Das Schlangenbad., Wiesbaden, 1851
- Musikalische Charakterköpfe, 1853
- Hausmusik, Fünfzig Lieder deutscher Dichter in Musik gesetzt von W.H.Riehl, 1855. [2. Aufl. 1860]
- Culturgeschichtliche Novellen, 1856
- Die Pfälzer. Ein rheinisches Volksbild, 1857
- Kulturstudien aus drei Jahrhunderten, 1859
- Die deutsche Arbeit, 1861
- Geschichten aus alter Zeit, 1863–1864
- Über den Begriff der bürgerlichen Gesellschaft, Vortrag, 1864
- Neues Novellenbuch, 1867
- Elsässische Culturstudien. In: Historisches Taschenbuch. Fünfte Folge, Erster Jahrgang, Brockhaus, Leipzig 1871, S. 1–64.
- Gotthold Ephraim Lessing als Universitätsfreund, 1873
- Freie Vorträge, 1871 u. 1885
- Aus der Ecke. 7 neue Novellen, 1874
- Burg Neideck, Novelle, 1875
- Am Feierabend. 6 neue Novellen, 1880
- Lebensräthsel. 5 Novellen, 1888
- Kulturgeschichtliche Charakterköpfe, 1891
- Religiöse Studien eines Weltkindes, 1894
- Ein ganzer Mann, Roman, 1897
- Jörg Muckenbuber. In: Deutscher Novellenschatz. Hrsg. von Paul Heyse und Hermann Kurz. Bd. 8. 2. Aufl. Berlin, [1910], S. 67–94. In: Weitin, Thomas (Hrsg.): Volldigitalisiertes Korpus. Der Deutsche Novellenschatz. Darmstadt/Konstanz, 2016. (Digitalisat und Volltext im Deutschen Textarchiv)